# Reserva de la biosfera Nilgiri
La reserva de la Biosfera Nilgiri es una reserva de la Biosfera Internacional  en los Ghats occidentales y las montañas Nilgiri en la India del Sur. Los Ghats occidentales y el subgrupo de  Nilgiri (6,000 + km²) que forman la Reserva de la Biosfera de Nilgiri son Patrimonio de la Humanidad, declarados como tales por la UNESCO en 2012. Incluye los parques nacionales Mudumalai, Mukurthi, Sathyamangalam, Nagarhole, Wayanad y Bandipur.
Este ecosistema fascinante de las montañas  Nilgiris y de sus ambientes circundantes que cubren una extensión de más de 5000 kilómetros cuadrados fue constituido como reserva de la biosfera de Nilgiris por la UNESCO en septiembre de 1986 bajo el programa del hombre y de la biosfera. La reserva de la biosfera de Nilgiris es la primera y principal reserva de la biosfera de la India, con un patrimonio rico en flora y fauna. Los grupos tribales como las Todas, Kotas, Irullas, Kurumbas, Paniyas, Adiyans, Edanadan Chettis, Cholanaickens, Allar, Malayan, etc., son nativos de la reserva.

## Ubicación
La reserva abarca 5,520 km² en los estados de Tamil Nadu (2537,6 km²), Karnataka (1527,4 km²) y Kerala (1455,4 km²). Forma un anillo casi completo alrededor de la meseta de Nilgiri. La reserva se encuentra entre los 10 ° 50'N y 12 ° 16'N de latitud y 76 ° 00'E a 77 ° 15'E  de longitud.
La reserva se extiende por los bosques tropicales y subtropicales húmedos, los bosques húmedos tropicales de las laderas occidentales de los Ghats y los bosques secos tropicales y subtropicales de las laderas este. La precipitación oscila entre 500 mm y 7000 mm al año. La reserva abarca tres ecorregiones, los bosques húmedos caducifolios de los Ghats occidentales del Sur, las selvas tropicales de montaña de los Ghats occidentales del Sur y los bosques secos de hoja caduca del sur de la meseta del Decán.

## Fauna
La fauna incluye más de 100 especies de mamíferos, 350 especies de aves, 80 especies de reptiles, unas 39 especies de peces, 31 anfibios y 316 especies de mariposas. Incluye el tigre de Bengala, el leopardo indio (y la pantera negra), el gaur, el elefante indio, la mangosta, la ardilla gigante de Malabar, el macaco de cola de león, el langur gris y el nilgiri tahr.
Tiene la población más grande de dos especies en peligro de extinción: macaco de cola de león y el nilgiri tahr.

## Flora
La reserva de la biosfera de Nilgiri es muy rica en diversidad de plantas. Se pueden ver aquí cerca de 3.300 especies de plantas con flores. De las 3.300 especies, 132 son endémicas de la reserva. El género Baeolepis es exclusivamente endémico de los Nilgiris. Algunas de las plantas totalmente restringidas a la Reserva de la Biosfera de Nilgiri incluyen especies de Adenoon, Calacanthus, Baeolepis, Frerea, Jarodina, Wagatea, Poeciloneuron, etc.
De las 175 especies de orquídeas encontradas en la reserva de la biosfera de Nilgiri, ocho son endémicas. Estas incluyen especies endémicas y en peligro de Vanda, Liparis, Bulbophyllum y Thrixspermum. Las sholas de la reserva son un tesoro de especies raras de plantas.
Aproximadamente el 80% de las plantas con flores reportadas en los Ghats occidentales están en el NBR.

## Núcleo y zonas de amortiguación
La designación de 1986 por el Gobierno de la India estableció áreas centrales y de amortiguación dentro de la reserva de la biosfera.
- Área central: 1240,3 km² (701,8 km² en Karnataka, 264,5 km² en Kerala, 274 km² en Tamil Nadu)
- Áreas de amortiguación: 4280 km²

## Coordenadas
11°33′00″N 76°37′30″E / 11.55000, 76.62500